# Specialdomstolen för Sierra Leone
Specialdomstolen för Sierra Leone upprättades enligt Förenta nationernas säkerhetsråds resolution 1315 (2000) av den 14 augusti 2000. Samma dag antogs dess stadga. Domstolens officiella beteckning är Special Court for Sierra Leone och den har sitt säte i Freetown, Sierra Leone. Domstolens uppgift är att lagföra personer som bär det största ansvaret för allvarliga brott mot internationell humanitär rätt och Sierra Leones lagar, begångna inom Sierra Leones territorium efter den 30 november 1996. Undantag har gjorts för personal tillhörande de fredsbevarande styrkorna. Eventuella brott ska i sådana fall istället beivras av den sändande staten enligt dess jurisdiktion, vilket i allmänhet medför att lagföring kommer att ske i den misstänktes hemland.

## Domstolens uppdrag
Bland de brott som domstolen har behörighet att åtala märks mord, utrotning, förslavning, deportation, tortyr, våldtäkt, sexuellt slaveri, påtvingad prostitution, påtvingat havandeskap och varje annan form av sexuellt våld, uttagande eller värvande av barn som inte fyllt 15 år till väpnade styrkor eller grupper eller användande av dem till att aktivt delta i fientligheter. Att en anklagad person handlat på befallning av en regering eller av en överordnad kan inte frita honom eller henne från straffrättsligt ansvar men det kan beaktas som en förmildrande omständighet vid straffmätningen. 
Specialdomstolen ska inte ha jurisdiktion över någon som inte har fyllt 15 år då brottet påstås ha blivit utfört. Om en person, som vid den tid då brottet påstås ha blivit utfört var mellan 15 och 18 år gammal, ställs inför specialdomstolen, skall han eller hon behandlas med värdighet och en känsla av värde med beaktande av hans eller hennes låga ålder och med strävan att främja hans eller hennes rehabilitering, återanpassning och antagande av en konstruktiv roll i samhället och i enlighet med internationella normer för mänskliga rättigheter, särskilt barnets rättigheter.
Alla tilltalade ska vara lika inför specialdomstolen. Den tilltalade ska ha rätt till en rättvis och offentlig rättegång med förbehåll för åtgärder beordrade av specialdomstolen till skydd för brottsoffer och vittnen. Den tilltalade ska anses vara oskyldig till dess att han eller hon funnits skyldig i enlighet med stadgan. Vid prövningen av anklagelser mot den tilltalade enligt stadgan ska han eller hon fullt ut ha rätt till 
- a) att omedelbart och i detalj, på ett språk som han eller hon förstår, bli underrättad om beskaffenheten av, orsaken till och innehållet i anklagelserna mot honom eller henne;
- b) att ha tillräcklig tid och möjlighet att förbereda sitt försvar och att kunna överlägga med en försvarare som han eller hon själv har valt;
- c) att få sin sak prövad utan oskäligt dröjsmål;
- d) att få sin sak prövad i sin närvaro och att försvara sig personligen eller genom rättegångsbiträde som den tilltalade fritt har valt.

Rättegångskammaren ska för en person som har fällts till ansvar och som inte är ung lagöverträdare, utmäta fängelsestraff för ett bestämt antal år. Dödsstraff  kan inte utdelas. Fängelsestraff ska avtjänas i Sierra Leone. Om förhållandena kräver det, får fängelsestraff alternativt avtjänas i någon av de stater som tribunalen har ingått avtal med om verkställighet och som till specialdomstolens registrator har meddelat att de är beredda att ta emot dömda personer. Om den dömda personen enligt tillämplig lag i den stat där han eller hon är fängslad kan komma i fråga för nåd eller straffnedsättning, ska den berörda staten underrätta specialdomstolen. Nåd eller straffnedsättning kan förekomma endast om specialdomstolens president i samråd med domarna så bestämmer i rättvisans och de allmänna rättsprincipernas intresse.

## Specialdomstolens roll i förhållande med de nationella domstolarna
Specialdomstolen och Sierra Leones nationella domstolar skall ha jämlöpande jurisdiktion. Specialdomstolen ska dock ha företräde framför Sierra Leones nationella domstolar. I varje skede av förfarandet får specialdomstolen formellt anmoda en nationell domstol att överta lagföringen i enlighet med tribunalens stadga och bevis- och förfarandereglerna. Ingen får lagföras vid en nationell domstol i Sierra Leone för gärningar för vilka han eller hon redan har lagförts av specialdomstolen.
Den som har lagförts av en nationell domstol för gärningar som avses i artiklarna 2-4 i stadgan får senare lagföras av specialdomstolen antingen om den gärning för vilken han eller hon har lagförts har betecknats som ett brott enligt vanliga straffbestämmelser, eller om den nationella rättegången inte var opartisk eller oberoende, syftade till att undandra den anklagade från internationellt straffrättsligt ansvar eller målet inte handlades på ett omsorgsfullt sätt. Amnesti som har beviljats en person som faller inom specialdomstolens jurisdiktion ska inte hindra lagföring. 

## Specialdomstolens organisation
Specialdomstolen skall bestå av en eller flera rättegångskammare och en kammare för överklagande, åklagaren och registratorskontoret. Kamrarna ska vara sammansatta av minst åtta och högst elva oberoende domare. Tre domare ska tjänstgöra i rättegångskammaren, av vilka en skall vara en domare tillsatt av Sierra Leones regering och två domare tillsatta av Förenta nationernas generalsekreterare. Fem domare ska tjänstgöra i kammaren för överklagande, av vilka två skall vara tillsatta av Sierra Leones regering och tre tillsatta av generalsekreteraren. Domarna tillsätts för en treårsperiod och kan omväljas.
Åklagaren ansvarar för utredningar avseende och åtal mot de personer som bär det största ansvaret för allvarliga brott mot internationell humanitär rätt och brott mot Sierra Leones lag begångna inom Sierra Leones territorium efter den 30 november 1996. Åklagaren ska handla självständigt som ett särskilt organ inom specialdomstolen. Åklagaren får inte begära eller ta emot instruktioner från någon regering eller från någon annan källa. Åklagarens kansli ska vara behörigt att förhöra misstänkta, brottsoffer och vittnen, att insamla bevisning samt att utföra utredningar på aktuell plats. Vid fullgörandet av dessa uppgifter skall åklagaren på lämpligt sätt biträdas av de berörda myndigheterna i Sierra Leone. Åklagaren tillsätts av generalsekreteraren för en period om tre år och kan omväljas. Åklagaren ska biträdas av en biträdande åklagare från Sierra Leone och av annan personal från detta land samt sådan internationell personal.
Registratorskontoret skall ansvara för administrationen av och stödet till specialdomstolen. Registratorns kansli skall bestå av en registrator och sådan annan personal som kan behövas. Registratorn ska utnämnas av generalsekreteraren efter samråd med specialdomstolens president och ska ingå i Förenta nationernas personal. Registratorn skall tjänstgöra för en tid om tre år och ska kunna omväljas.
Specialdomstolens arbetsspråk är engelska. Många förhör med vittnen sker på språket Krio och ibland på språket Kono.

## Rättegångar
Åtal har hittills väckts mot elva personer, bland dem Liberias förre president Charles Taylor, som sitter häktad i Haag. Övriga åtalade - utom de fyra som redan dömts i AFRC-rättegången och CDF-rättegången - sitter häktade i huvudstaden Freetown i väntan på att rättegångarna mot dem ska avslutas.
Gemensamt för rättegångarna är att brottsoffer och vittnen är rädda för repressalier på grund av sina utsagor. De får då vittnesskydd genom att tilldelas en pseudonym. De får också sitta bakom en skärm under vittnesförhöret. Ibland förekommer även röstförvrängning. De kan samtidigt följa rättegången på en skärm.

### Rättegången mot Charles Ghankay Taylor
Denne var tidigare president i Liberia och åtalades ursprungligen i mars 2003 för 17 brott.
Den 16 mars 2006 beslöt domstolen att begränsa åtalspunkterna till 11, varibland kan nämnas brott mot mänskligheten, brott mot artikel 3 i Genèvekonventionen (krigshandlingar), terrorhandlingar mot befolkningen, mord, våldtäkt, sexuellt slaveri och andra former av sexuellt våld, nyttjande av barnsoldater (barn under 15 år), förslavning och plundring.
Förhandlingarna pågår måndag - fredag i Internationella brottmålsdomstolens domstolslokaler i Haag, Nederländerna. Hittills har tribunalen hört mer än 80 vittnen. Förhandlingarna har upptagits igen i januari 2009 och vittnesförhör pågår dagligen bland annat med Hassan Bility, som av Taylor anklagats för att försöka mörda honom. Fram till 2009-01-31 har 91 vittnen, samtliga åberopade av åklagarsidan, hörts. Domstolen fann i april 2012 Taylor skyldig till anklagelserna.

### RUF-rättegången

#### Bakgrund
Revolutionary United Front  (RUF) var en rebellarmé i Sierra Leone under åren 1991 – 1992. Det ursprungliga syftet var att störta den sittande regeringen under motton som ”Inga fler slavar”, ”Inga fler herrar” och ”Makt och rikedom till folket.” Till en början nådde RUF en viss popularitet genom att utlova fri utbildning och hälsovård. RUF utvecklade snabbt stor grymhet och terror av civilbefolkningen. RUF hade många barnsoldater. De flesta användes för att attackera byar och för att bevaka diamantfält. 
Cirka 50 000 personer dödades och många lemlästades genom att händerna och andra kroppsdelar höggs av. Efter intervention från FN, USA och andra länder skrevs 1999 ett fredsavtal under, benämnt Lomé Peace Accord.
Sedan strider blossat upp igen, då RUF bland annat hållit 500 ur FN:s fredsbevarande styrkor fångna, krossades slutligen RUF-armén 2001.

#### Åtalen
Åklagaren åtalade ursprungligen fem personer men sedan två av dem avlidit kvarstår tre personer under åtal. De är Issa Hassan Sesay, Morris Kallon och Augustine Gbao. Sesay var under en tid ledare för RUF, Kallon hade en ledande ställning som ”commander” och Gbao var en av de ledande högsta officerarna.
De har åtalats för mord, våldtäkt, sexuellt slaveri och andra former av sexuellt våld, nyttjande av barnsoldater, förslavning och plundring.
Issa Hassan Sesay dömdes till 52 års fängelse, Morris Kallon till 40 års fängelse och Augustine Gbao till 25 år. Domen meddelades den 8 april 2009.

### AFRC-rättegången
Åklagaren åtalade tre personer, Alex Tamba Brima, Ibrahim Bazzy Kamara and Santigie Borbor Kanu. De åtalades för mord, våldtäkt, sexuellt slaveri och andra former av sexuellt våld, bruk av barnsoldater, förslavning och plundring. Målet inklusive överklagande är avslutat. Sedan alla parter överklagat kammarens dom fann appellationsdomstolen att Brima, Kamara och Kanu var ansvariga för några av de mest avskyvärda, brutala och grymma (heinous, brutal and atrocious) brott som någonsin ägt rum i mänsklighetens historia. Oskyldiga civila – dibarn, barn, män och kvinnor i alla åldrar – sköts, hackades, slogs eller brändes till döds. Kvinnor och unga flickor utsattes för gruppvåldtäkter till döds. Att hacka av lemmar på oskyldiga civila var vanligt förekommande. Barn togs med våld från föräldrarna, drogades ofta och tränades sedan att döda och begå andra brott mot civila.
Brima och Kanu dömdes till 50 års fängelse och Kamara till 40 år och rättegången avslutades därmed.

### CDF-rättegången
Åklagaren hade ursprungligen åtalat tre personer men en av dem, Samuel Hinga Norman, avled under rättegången.
De kvarvarande två, Moinina Fofana and Allieu Kondewa, åtalades för mord, plundring, våld, terrorism, kollektiva bestraffningar och bruk av barnsoldater. De dömdes i augusti 2007 till sex respektive åtta års fängelse. Efter överklagande skärptes straffen betydligt och Fofana dömdes till 15 års och Kondewa till 20 års fängelse. Rättegången är i och med detta avslutad.

### Samarbete med Sverige
Sverige har genom lagen om samarbete med Specialdomstolen för Sierra Leone åtagit sig att överlämna misstänkta för brott i Sierra Leone som omfattas av specialdomstolens uppdrag. På begäran av domstolen ska även straff kunna avtjänas i Sverige. Har frågan om ansvar för en viss gärning prövats vid specialdomstolen, får åtal för samma gärning inte väckas i Sverige. Om specialdomstolen begär att en åtgärd ska vidtas beträffande den som misstänks eller har åtalats eller dömts för brott, ska personen, om han eller hon begär det, biträdas av en offentlig försvarare. I fråga om försvararen gäller svenska rättegångsbalkens bestämmelser. Ett vittne eller en målsägande eller sakkunnig i Sverige som har kallats för att höras av specialdomstolen har rätt till ersättning för sin inställelse enligt bestämmelser som meddelas av regeringen. Ersättning av allmänna medel till offentlig försvarare eller till någon annan samt övriga kostnader för åtgärder som vidtagits enligt denna lag ska betalas av staten.